# Alsfeld-Schwabenrod
Schwabenrod ist ein Stadtteil von Alsfeld im mittelhessischen Vogelsbergkreis. Der Ort liegt nördlich vom Hauptort am Erlenbach. Westlich des Ortes verläuft die Landesstraße 3145, östlich die Landesstraße 3156. 

## Geschichte

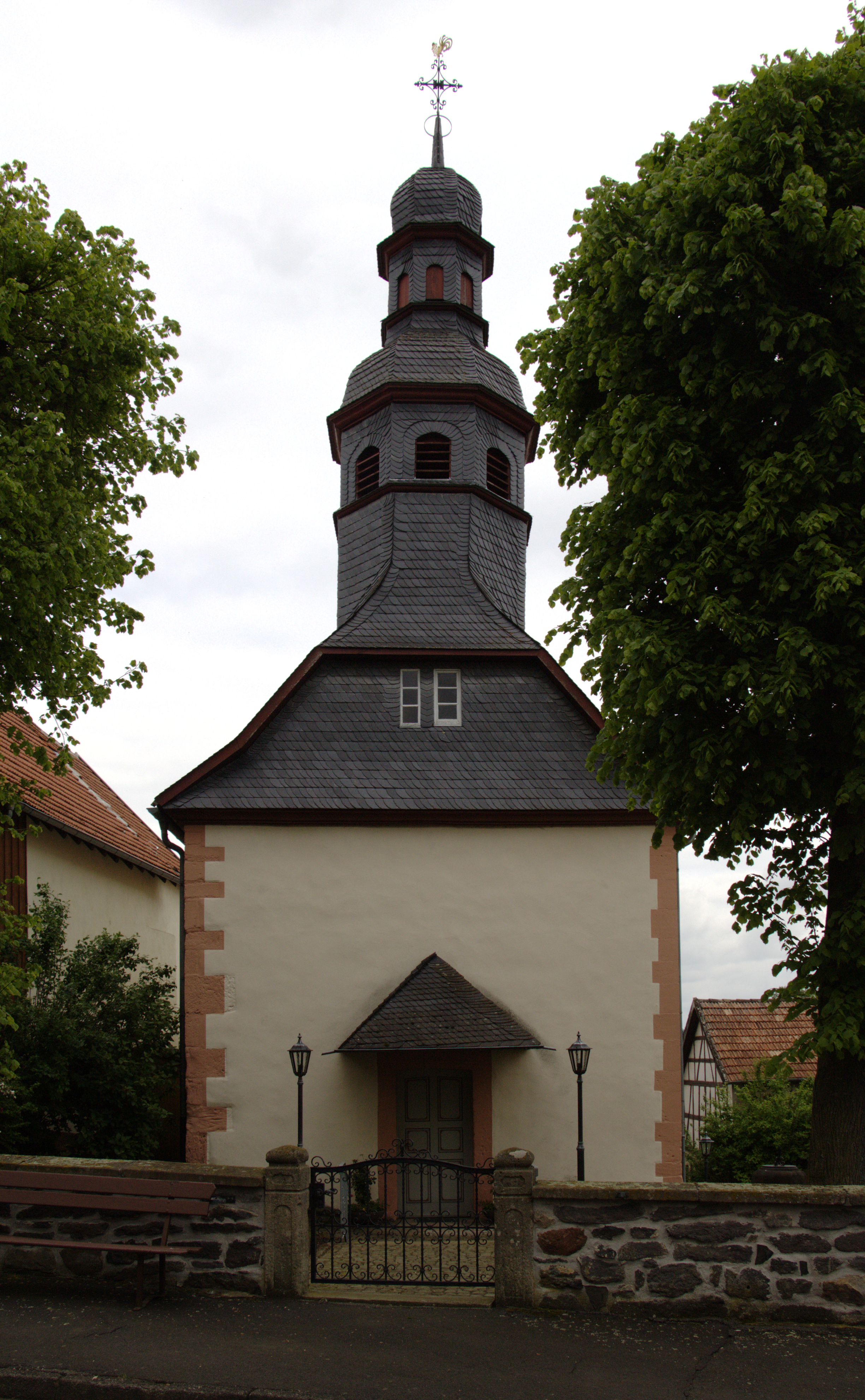
Evangelische Kirche in Schwabenrod

### Ortsgeschichte
Die älteste bekannte schriftliche Erwähnung von Schwabenrod erfolgte unter dem Namen Swabenrod im Jahr 1257 in einer Urkunde des Klosters Immichenhain. Die Kleemühle wurde 1491 erbaut. Die Kirche errichtete man 1755 und den Brunnen auf dem Marktplatz 1837.
Die Statistisch-topographisch-historische Beschreibung des Großherzogthums Hessen berichtet 1830 über Schwabenrod:

„Schwabenrod (L. Bez. Alsfeld) evangel. Filialdorf; liegt 3⁄4 St. von Alsfeld, hat 1 Kirche, 36 Häuser und 238 Einwohner, die alle evangelisch sind. – Der Ort gehörte im 15. Jahrhundert zum Kirchengebiet von Alsfeld.“

Hessische Gebietsreform (1970–1977)
Zum 31. Dezember 1971 wurde die bis dahin selbständige Gemeinde Schwabenrod im Zuge der Gebietsreform in Hessen auf freiwilliger Basis als Stadtteil nach Alsfeld eingegliedert. Für Schwabenrod, wie für die übrigen Stadtteile von Alsfeld, wurde ein Ortsbezirk eingerichtet.

### Verwaltungsgeschichte im Überblick
Die folgende Liste zeigt die Staaten und Verwaltungseinheiten, denen Schwabenrod angehört(e):
- vor 1567: Heiliges Römisches Reich, Landgrafschaft Hessen
- ab 1567: Heiliges Römisches Reich, Landgrafschaft Hessen-Marburg, Amt Alsfeld[8]
- 1604–1648: Heiliges Römisches Reich, strittig zwischen Landgrafschaft Hessen-Darmstadt und Landgrafschaft Hessen-Kassel (Hessenkrieg)
- ab 1604: Heiliges Römisches Reich, Landgrafschaft Hessen-Darmstadt, Oberfürstentum Hessen, Oberamt Alsfeld, Amt Alsfeld
- ab 1806: Großherzogtum Hessen,[Anm. 2] Fürstentum Oberhessen, Oberamt Alsfeld, Amt Alsfeld[9][10]
- ab 1815: Großherzogtum Hessen, Provinz Oberhessen, Amt Alsfeld[11]
- ab 1821: Großherzogtum Hessen, Provinz Oberhessen, Landratsbezirk Romrod[12][Anm. 3]
- ab 1829: Großherzogtum Hessen, Provinz Oberhessen, Landratsbezirk Alsfeld (Amtssitzverlegung)
- ab 1832: Großherzogtum Hessen, Provinz Oberhessen, Kreis Alsfeld
- ab 1848: Großherzogtum Hessen, Regierungsbezirk Alsfeld
- ab 1852: Großherzogtum Hessen, Provinz Oberhessen, Kreis Alsfeld
- ab 1867: Norddeutscher Bund[Anm. 4], Großherzogtum Hessen, Provinz Oberhessen, Kreis Alsfeld
- ab 1871: Deutsches Reich, Großherzogtum Hessen, Provinz Oberhessen, Kreis Alsfeld
- ab 1918: Deutsches Reich (Weimarer Republik), Volksstaat Hessen, Provinz Oberhessen, Kreis Alsfeld
- ab 1938: Deutsches Reich, Volksstaat Hessen, Landkreis Alsfeld[13][Anm. 5]
- ab 1945: Amerikanische Besatzungszone,[Anm. 6] Groß-Hessen, Regierungsbezirk Darmstadt, Landkreis Alsfeld
- ab 1946: Amerikanische Besatzungszone, Land Hessen, Regierungsbezirk Kassel, Landkreis Ziegenhain
- ab 1949: Bundesrepublik Deutschland, Land Hessen, Regierungsbezirk Kassel, Landkreis Ziegenhain
- ab 1972: Bundesrepublik Deutschland, Land Hessen, Regierungsbezirk Kassel, Vogelsbergkreis, Stadt Alsfeld[Anm. 7]
- ab 1981: Bundesrepublik Deutschland, Land Hessen, Regierungsbezirk Gießen, Vogelsbergkreis, Stadt Alsfeld

### Gerichtszugehörigkeit seit 1803
In der Landgrafschaft Hessen-Darmstadt wurde mit Ausführungsverordnung vom 9. Dezember 1803 das Gerichtswesen neu organisiert. Für die Provinz Oberhessen wurde das Hofgericht Gießen als Gericht der zweiten Instanz eingerichtet. Die Rechtsprechung der ersten Instanz wurde durch die Ämter bzw. Standesherren vorgenommen und somit für Schwabenrod durch das Amt Alsfeld. Nach der Gründung des Großherzogtums Hessen 1806 wurden die Aufgaben der ersten Instanz 1821 im Rahmen der Trennung von Rechtsprechung und Verwaltung auf die neu geschaffenen Landgerichte übertragen. „Landgericht Alsfeld“ war daher von 1821 bis 1879 die Bezeichnung für das erstinstanzliche Gericht in Alsfeld, das heutige Amtsgericht, das für Schwabenrod zuständig war.
Anlässlich der Einführung des Gerichtsverfassungsgesetzes mit Wirkung vom 1. Oktober 1879, infolge derer die bisherigen großherzoglichen Landgerichte durch Amtsgerichte an gleicher Stelle ersetzt wurden, während die neu geschaffenen Landgerichte nun als Obergerichte fungierten, kam es zur Umbenennung in Amtsgericht Alsfeld und Zuteilung zum Bezirk des Landgerichts Gießen.

## Bevölkerung
Einwohnerstruktur 2011
Nach den Erhebungen des Zensus 2011 lebten am Stichtag dem 9. Mai 2011 in Schwabenrod 318 Einwohner. Darunter waren keine Ausländer. Nach dem Lebensalter waren 60 Einwohner unter 18 Jahren, 114 zwischen 18 und 49, 75 zwischen 50 und 64 und 66 Einwohner waren älter. Die Einwohner lebten in 126 Haushalten. Davon waren 27 Singlehaushalte, 42 Paare ohne Kinder und 45 Paare mit Kindern, sowie 9 Alleinerziehende und keine Wohngemeinschaften. In 24 Haushalten lebten ausschließlich Senioren und in 78 Haushaltungen lebten keine Senioren.
Einwohnerentwicklung
| • 1791: | 158 Einwohner            |
| • 1800: | 156 Einwohner            |
| • 1806: | 172 Einwohner, 32 Häuser |
| • 1829: | 238 Einwohner, 36 Häuser |
| • 1867: | 240 Einwohner, 80 Häuser |

| Schwabenrod: Einwohnerzahlen von 1791 bis 2020 | Schwabenrod: Einwohnerzahlen von 1791 bis 2020 | Schwabenrod: Einwohnerzahlen von 1791 bis 2020 | Schwabenrod: Einwohnerzahlen von 1791 bis 2020 | Schwabenrod: Einwohnerzahlen von 1791 bis 2020 |
| --- | ---------------------------------------------- | ---------------------------------------------- | ---------------------------------------------- | ---------------------------------------------- |
| Jahr |                                                |                                                |                                                | Einwohner                                      |
| 1791 | 1791                                           |                                                | 158                                            | 158                                            |
| 1800 | 1800                                           |                                                | 156                                            | 156                                            |
| 1806 | 1806                                           |                                                | 172                                            | 172                                            |
| 1829 | 1829                                           |                                                | 240                                            | 240                                            |
| 1834 | 1834                                           |                                                | 217                                            | 217                                            |
| 1840 | 1840                                           |                                                | 208                                            | 208                                            |
| 1846 | 1846                                           |                                                | 221                                            | 221                                            |
| 1852 | 1852                                           |                                                | 223                                            | 223                                            |
| 1858 | 1858                                           |                                                | 222                                            | 222                                            |
| 1864 | 1864                                           |                                                | 249                                            | 249                                            |
| 1871 | 1871                                           |                                                | 232                                            | 232                                            |
| 1875 | 1875                                           |                                                | 248                                            | 248                                            |
| 1885 | 1885                                           |                                                | 267                                            | 267                                            |
| 1895 | 1895                                           |                                                | 293                                            | 293                                            |
| 1905 | 1905                                           |                                                | 295                                            | 295                                            |
| 1910 | 1910                                           |                                                | 285                                            | 285                                            |
| 1925 | 1925                                           |                                                | 275                                            | 275                                            |
| 1939 | 1939                                           |                                                | 253                                            | 253                                            |
| 1946 | 1946                                           |                                                | 360                                            | 360                                            |
| 1950 | 1950                                           |                                                | 373                                            | 373                                            |
| 1956 | 1956                                           |                                                | 305                                            | 305                                            |
| 1961 | 1961                                           |                                                | 295                                            | 295                                            |
| 1967 | 1967                                           |                                                | 277                                            | 277                                            |
| 1970 | 1970                                           |                                                | 314                                            | 314                                            |
| 1980 | 1980                                           |                                                | ?                                              | ?                                              |
| 1990 | 1990                                           |                                                | ?                                              | ?                                              |
| 2000 | 2000                                           |                                                | ?                                              | ?                                              |
| 2006 | 2006                                           |                                                | 384                                            | 384                                            |
| 2011 | 2011                                           |                                                | 318                                            | 318                                            |
| 2015 | 2015                                           |                                                | 321                                            | 321                                            |
| 2020 | 2020                                           |                                                | 330                                            | 330                                            |
| Datenquelle: Historisches Gemeindeverzeichnis für Hessen: Die Bevölkerung der Gemeinden 1834 bis 1967. Wiesbaden: Hessisches Statistisches Landesamt, 1968. Weitere Quellen: LAGIS; Stadt Alsfeld: 2006, 2015, 2020; Zensus 2011 |                                                |                                                |                                                |                                                |

Konfessionsstatistik
| • 1829: | 238 evangelische Einwohner                                                 |
| • 1961: | 261 evangelische (= 88,47 %), 31 römisch-katholische (= 10,51 %) Einwohner |

## Politik
Für Schwabenrod besteht ein Ortsbezirk (Gebiete der ehemaligen Gemeinde Schwabenrod) mit Ortsbeirat und Ortsvorsteher nach der Hessischen Gemeindeordnung.
Der Ortsbeirat besteht aus sieben Mitgliedern. Bei den Kommunalwahlen in Hessen 2021 betrug die Wahlbeteiligung zum Ortsbeirat 68,57 %. Alle Kandidaten gehörten der „Freien Wählergemeinsachaft Schwabenrod“ an. Der Ortsbeirat wählte Sebastian Zinn zum Ortsvorsteher.

## Kulturdenkmäler
Siehe: Liste der Kulturdenkmäler in Schwabenrod

## Vereine
Folgende Vereine sind in das kulturelle Ortsleben eingebunden:
- Gesangverein,
- Freiwillige Feuerwehr,
- Jugendgruppe,
- Gymnastikverein,
- Sportverein,
- Jugendfußballverein, und
- VdK Schwabenrod-Heidelbach.